# Przewodów
Przewodów [pʂɛˈvɔduf] è un villaggio polacco del comune (gmina) di Dołhobyczów, all'interno della contea di Hrubieszów, Voivodato di Lublino, nel sud-est della Polonia, vicino al confine con l'Ucraina. Si trova a 129 km a sud-est della capitale regionale Lublino. Il villaggio si trova nella regione storica della Galizia.
Al 2021, il villaggio contava una popolazione di 413 abitanti.

## Storia
Il 15 novembre 2022, nel corso dell'invasione russa dell'Ucraina, un missile è precipitato nel villaggio e l'esplosione ha ucciso due civili polacchi.

## Galleria d'immagini

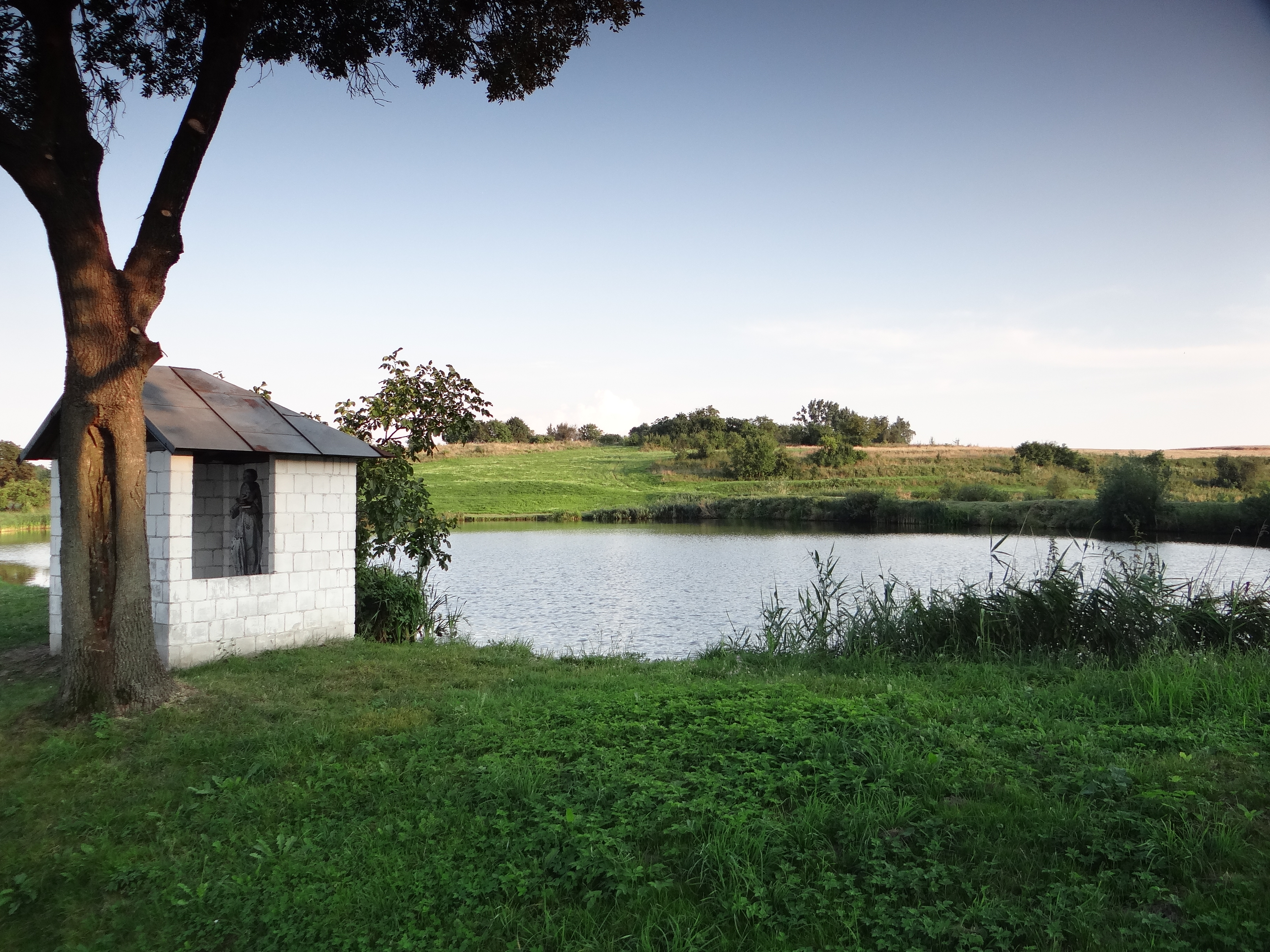
Lo stagno locale
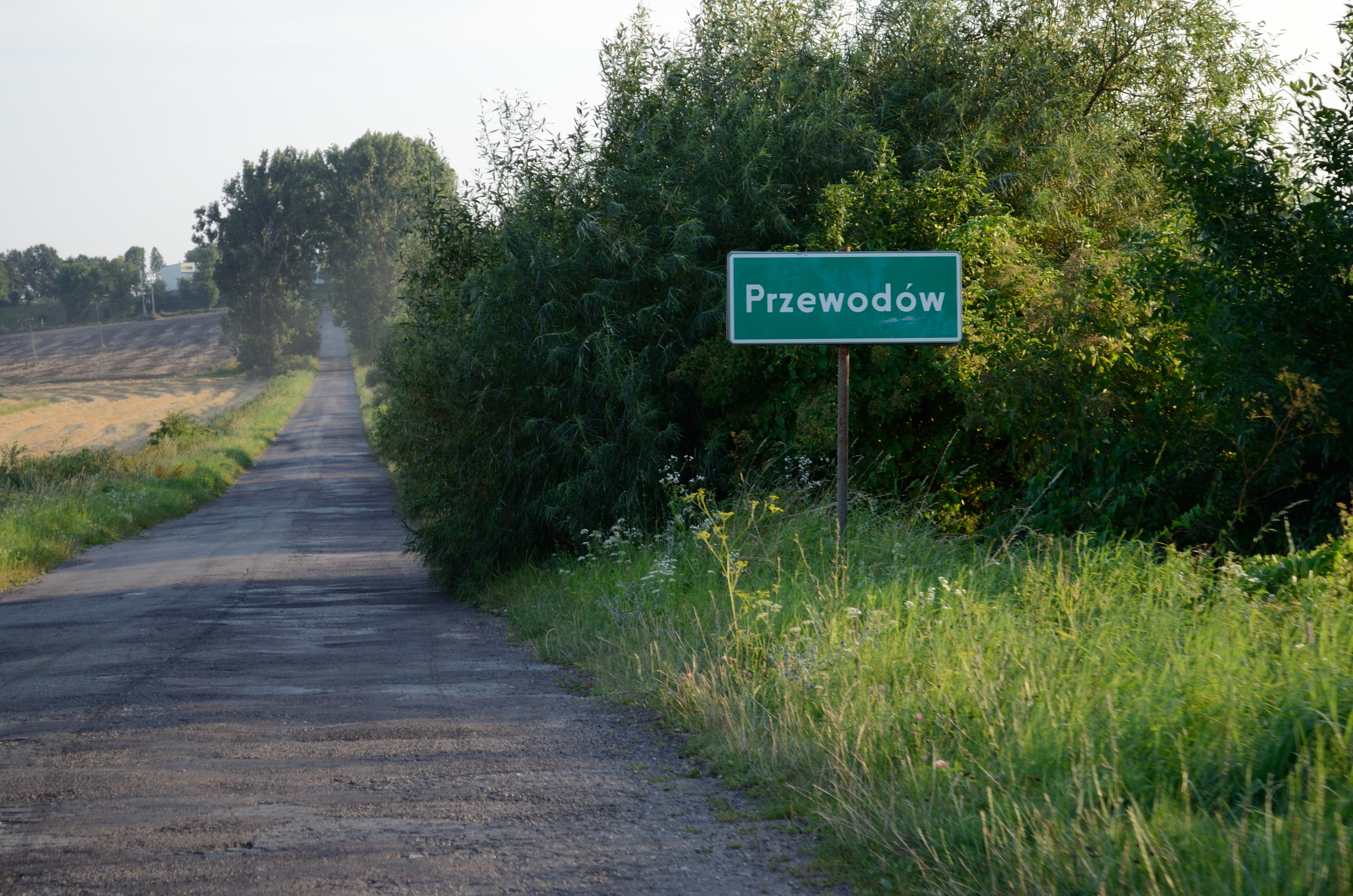
Cartello stradale all'ingresso del paese